# Micro-parasite de l'aquarium
Dans l'espace confiné d'un aquarium, les micro-parasites trouvent de bonnes conditions pour se reproduire. Ce sont essentiellement des protozoaires, des bactéries et des champignons.

## Protozoaires
Les protozoaires sont des organismes microscopiques formés d'une cellule unique, qui se nourrissent de bactéries et des déchets organiques ou qui parfois parasitent les poissons.

### Ichtyophtirius multifilis
L'affection la plus connue qu'ils occasionnent est la maladie des points blancs affectant l'épiderme des poissons. C'est le protozoaire Ichthyophthirius multifiliis qui touche pratiquement tous les poissons d'aquarium.
La contagion est favorisée par une eau trop fraîche ou des hôtes de l'aquarium contaminés.

### Oodinium
L'Oodinium (en) est causé par Piscin Oodinium limneticum, un parasite microscopique du groupe des dinophycées classé parmi les algues mais dépourvus de chlorophylle. Il mesure 1/10 de millimètre. Son corps est muni d'un flagelle et non de cils comme l'Ichtyophtirius multifiliis. Les poissons touchés par ce micro-parasite présentent aussi des points blancs sur leur peau mais de taille plus petite que ceux causés par l'Ichtyophtirius multifiliis.
Le moyen le plus simple et le moins cher de s'en débarrasser est le "Bleu de Méthyléne"  à raison de 5 gouttes par litre d'eau (Se trouve en pharmacie).
La couleur bleue de l'eau disparaitra en quelques jours.

### Plistophora
Le plistophora est un micro-parasite très difficile à identifier et à détruire.

## Bactéries

### Pseudomonas
Le Pseudomonas est une bactérie qui provoque l'hydropisie, ou gonflement du corps et hérissement des écailles.

## Champignons

### Saprolegnia
Le saprolegnia est un champignon microscopique responsable de l'apparition d'une mousse sur la peau des poissons.